# Douglas Lilburn

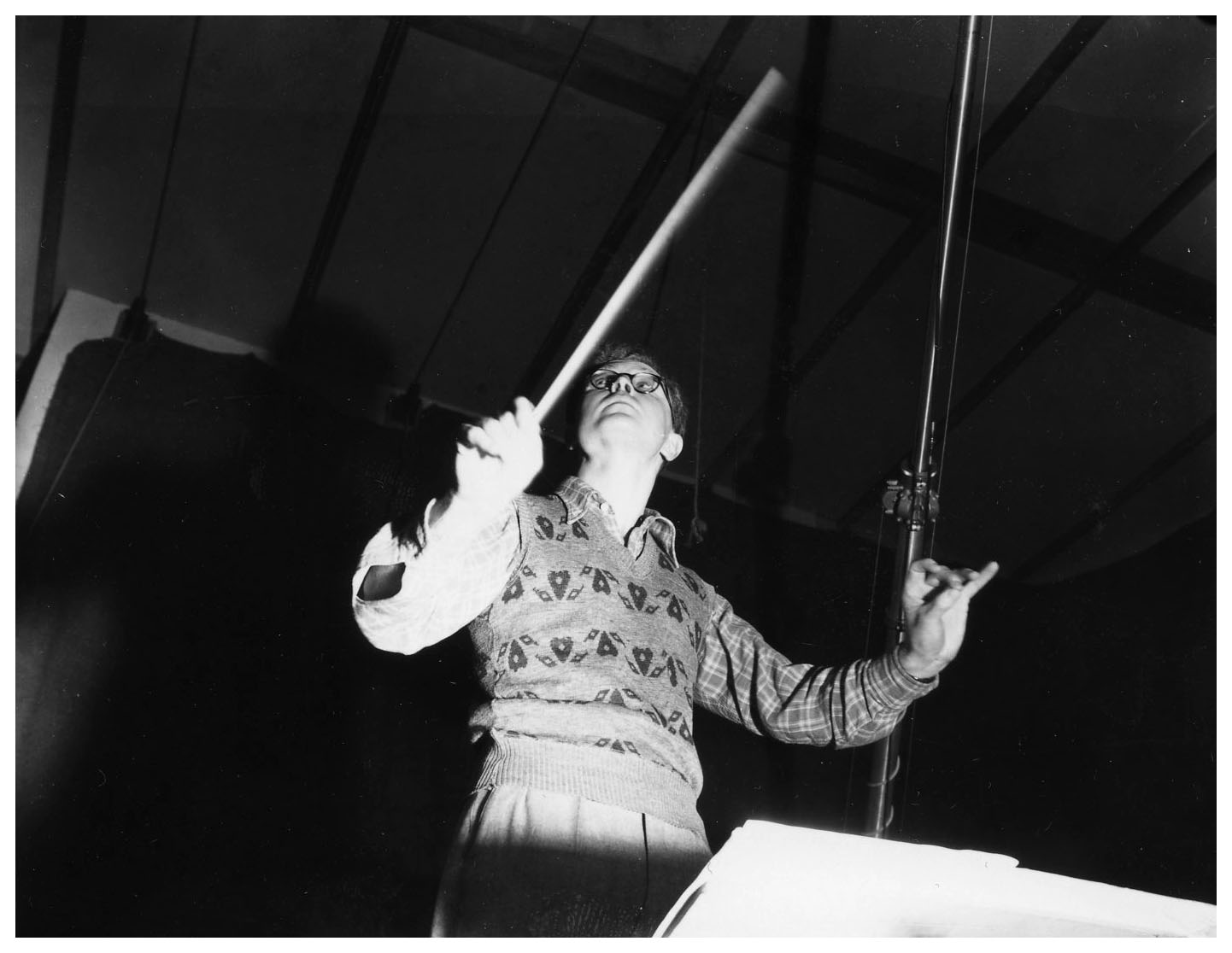
Douglas Lilburn

Douglas Gordon Lilburn (Whanganui, 2 november 1915 – Wellington, 6 juni 2001) was een Nieuw-Zeelandse componist van klassieke en elektro-akoestische muziek. Daarnaast was hij actief als muziekpedagoog.

## Jeugd
Douglas Lilburn werd geboren in Whanganui (toen nog Wanganui gespeld) als zevende kind van Robert en Rosamond Louisa Lilburn. Zijn vader was afkomstig uit Schotland en kwam in 1887 als twintigjarige naar Nieuw-Zeeland, waar hij op het Noordereiland een schapenfokkerij begon ten noordoosten van Wanganui. Deze kreeg de naam Drysdale Station, vernoemd naar de familie van zijn moeder. De jonge Douglas bracht hier de eerste jaren van zijn jeugd door. Hij ging naar school in het nabijgelegen Pukeroa. In 1926 verhuisde het gezin naar Wanganui. Vier jaar later plaatsten zijn ouders hem op de Waitaki Boys’ High School, een kostschool in Oamaru op het Zuidereiland. Hij kon er maar moeilijk aarden. I hated them and they hated me, zou hij later zeggen over zijn medeleerlingen. Dat was niet helemaal waar, want hij ontwikkelde er ook enkele langdurige vriendschappen. Hier ook werd hij zich vermoedelijk bewust van zijn homoseksualiteit.
Waitaki was de plaats van zijn eerste serieuze muziekonderricht. Organist George Wilkinson werd zijn pianoleraar.
Als zestienjarige componeerde hij op deze school zijn Sonate in c kl.t., opus 1, een jeugdwerk met duidelijke verwijzingen naar Beethoven en Schubert, dat Lilburn echter ook in latere jaren nadrukkelijk als zijn eerste compositie beschouwde. Tijdens een schoolconcert, waar onder meer Chopins Ballade in g kl.t. werd gespeeld, realiseerde de jonge scholier zich dat hij zelf een loopbaan in de muziek ambieerde.
Na zijn, door hemzelf als hell  omschreven tijd op Waitaki, begon hij in 1933 dan ook met een studie aan Canterbury University College in Christchurch. Het eerste jaar deed hij een cursus journalistiek, waarvoor hij maar matige belangstelling bleek te hebben. Het muzikale leven in Christchurch, met onder meer een orkest en diverse koren, trok hem meer. Vanaf 1934 werd hij, aan dezelfde universiteit, student van muziekdocent John Christopher Bradshaw. Bij hem maakte hij snel vorderingen. Toen in 1936 de pianist en componist Percy Grainger Nieuw-Zeeland bezocht en daar een wedstrijd uitschreef voor een nieuwe compositie, begon Lilburn aan zijn tweede serieuze werk, het symfonische gedicht Forest, waarmee hij de prijs won. Het stuk, dat de invloed van Jean Sibelius verraadt, werd in mei 1937 voor het eerst uitgevoerd in Wellington.
Voor verdere muziekstudies kon Lilburn niet in eigen land terecht. Hij schreef zich in voor het Royal College of Music in Londen. Ralph Vaughan Williams werd hier zijn compositieleraar. Londen bood hem tevens de gelegenheid om kennis te maken met een aanzienlijk uitgebreider concert- en opera-aanbod dan hij tot dat moment had meegemaakt.
Als componist behaalde hij zijn eerste successen. In 1937 schreef hij een Drysdale Overture, de eerste van drie korte orkestwerken geïnspireerd op zijn vaderland, in 1939 gevolgd door de Festival Overture, die zijn meest gespeelde compositie zou worden en de liederencyclus Prodigal Country. Met de Phantasy for String Quartet (ook uit 1939) won hij een prijs op de Royal Academy.
In 1940 keerde Lilburn terug naar Nieuw-Zeeland.

## Componist
Terug in Nieuw-Zeeland werd hij in Wellington assistent-dirigent van het NBS String Orchestra. Hij componeerde er zijn derde ouverture Aotearoa. In 1941 vestigde hij zich in Christchurch, waar hij als zelfstandig componist en muziekdocent werkte tot 1947. Hier ontstonden opnieuw enkele van zijn meest populaire werken, zoals A musical offering (1941) voor piano, Landfall in unknown seas voor spreekstem en strijkers (1942) en de vioolsonate in Es gr.t. (1943).
Daarnaast raakte hij als componist betrokken bij de toneeluitvoeringen van de Canterbury University Drama Society, waarvan Ngaio Marsh de regie had. Marsh vroeg Lilburn muziek te schrijven bij diverse producties, waaronder die van Shakespeares Hamlet(1943), Othello (1944), A Midsummer Night’s Dream (1945) en Macbeth (1946). Bij gebrek aan een groot orkest, moest Lilburn hier met kleine bezettingen werken. Zo werd ‘’Hamlet’’ voor drie violen en buisklokken geschreven. Het bood de componist de gelegenheid om binnen die bescheiden mogelijkheden nieuwe grenzen te verkennen. Delen uit die toneelmuzieken vonden later hun weg naar composities voor het concertpodium, zoals de Four Canzonas uit 1980, gebaseerd op de muziek bij Hamlet.
Lilburn was tussen 1946 en 1949 en nogmaals in 1951 Composer-in-Residence van de Cambridge Summer Music Schools. Hiervoor schreef hij diverse werken, zoals de Cambridge Overture in 1946.
Naast orkestwerken als Song of Islands (1946) en Diversions (1947) ontstonden in deze periode ook diverse liederen, werken voor kamerensembles en pianostukken. De eerste symfonie (1949) markeerde het einde van een stijlperiode.
Lilburn accepteerde in 1947 een benoeming als lector aan de Victoria University of Wellington. Hoewel hij toen al als de belangrijkste Nieuw-Zeelandse componist werd beschouwd en daaraan zijn autoriteit ontleende, bleek hij allerminst een geboren docent. Zenuwen en een gebrek aan parate kennis speelden hem in de eerste jaren parten. Maar Lilburn ontwikkelde zich tot een gewaardeerd muziekpedagoog en hij zou, in verschillende functies, aan de universiteit verbonden blijven tot zijn pensionering in 1980. De laatste zeventien jaar was hij er hoogleraar.
Zijn werk aan de universiteit belette hem niet te componeren. Zijn tweede symfonie (1951) markeert de overgang naar een soberder manier van schrijven. Deze kwam verder onder meer tot uiting in de liederencyclus Sings Harry (1954) Suite for Orchestra (1955) en het blaaskwintet (1957). Ook zocht hij in Wellington weer contacten met de theaterwereld. Deze leidden tot enkele nieuwe composities voor toneel, zoals Ned Kelly(1953) en St. Joan(1955).
De componist ging op zoek naar nieuwe wegen en vond die niet in de bestaande muzikale vormen. De korte en grimmige derde symfonie (1961) zou zijn laatste orkestwerk blijken.
In diezelfde periode werkte Lilburn aan een experiment: muziek voor het toneelstuk ‘’ The Axe’’ van Allen Curnow. Oorspronkelijk was hem om een partituur voor symfonieorkest gevraagd, maar de componist zag meer in het gebruik van geluiden van wind, water en dieren. Het werd zijn eerste uitstapje naar de elektro-akoestische muziek.
In 1963 reisde de componist naar de Verenigde Staten en Canada. Hier maakte hij onder meer kennis met Pierre Boulez en met de studio voor elektro-akoestische muziek van de Universiteit van Toronto.
Aansluitend reisde hij naar Groot-Brittannië, waar hij de gelegenheid kreeg te experimenteren in deze nieuwe muzikale richting. Na een bezoek aan Parijs ging hij terug naar Wellington. Hier kreeg hij vanaf 1964 een eigen studio tot zijn beschikking  waar hij zijn vaardigheid met het werken met de bandrecorder verder zou ontwikkelen. Vanaf dat moment zou hij nog slechts enkele korte stukken voor traditionele instrumenten schrijven, vooral piano en gitaar, maar verder ontstonden alleen elektro-akoestische werken, vaak van aanzienlijke lengte, zoals The Return een electronic sound image uit 1965, dat met zijn zeventien minuten vrijwel even lang is als de derde symfonie. Het stuk kreeg dusdanig positieve reacties, dat er zelfs een plaatopname van verscheen. Het werd beschouwd als een mijlpaal van de Nieuw-Zeelandse muziek. In 1969 werd hem een eredoctoraat verleend door de universiteit van Otago.
Ook in zijn nieuwe werkwijze bleef Lilburn zijn liefde voor het theater trouw. Na The Axe ontstonden nog diverse toneelmuzieken, waaronder The Suicide (1966), He Tohu o Waharoa (1969) en het ballet Welcome Stranger (1974).
Met Three Inscapes (1972) en Sounds and Distances (1976) bereikte Lilburns vrije werk een hoogtepunt.
In 1967 stichtte hij een eigen muziekuitgeverij:  Wai-te-ata Music Press.
Na zijn pensionering in 1980 ontstond geen nieuw werk meer. Wel begon hij aan een revisie van oudere composities.
In 1988 werd hem de toen nieuwe Order of New Zealand toegekend.
Zijn tachtigste verjaardag werd met een groot concert gevierd, terwijl geleidelijk nieuwe opnamen van zijn belangrijkste werken verschenen. 
Tot zijn dood bleef Lilburn in Wellington wonen. Hij overleed na een kort ziekbed.
Zijn voormalige huis aan Ascot Street in Wellington werd in 2005 aangekocht door de Lilburn Residence Trust, die het ter beschikking stelt aan jonge kunstenaars om daar in alle rust te werken.
De in 1984 nog door de componist opgerichte Lilburn Trust verstrekt beurzen aan muziekstudenten van de Nieuw-Zeelandse universiteiten en stimuleert concerten door jonge musici.

## Belangrijkste composities
Orkest
- Forest, symfonisch gedicht (1936)
- Drysdale Overture(1937)
- Aotearoa, ouverture (1940)
- Festival Overture (1940)
- Landfall in Unknown Seas voor spreekstem en orkest (1942)
- Sinfonia in D gr.t. (1943)
- Cambridge Overture(1946)
- A Song of Islands (1946)
- Diversions voor strijkers (1947)
- Symfonie no. 1 (1949)
- Symfonie no. 2 (1951)
- A Birthday Offering (1955)
- Suite for Orchestra (1955)
- Symfonie no. 3 (1961)

Vocaal
- Prodigal Country voor bariton, gemengd koor en orkest (1939)
- Magnificat and Nunc Dimittis voor gemengd koor (1942)
- Elegy voor sopraan, alt en strijkers (1945)
- The Islands, twee liederen op tekst van Charles Brasch (1948)
- Elegy liedcyclus voor bariton en piano op tekst van Alistair Campbell (1951)
- Sings Harry, liedcyclus op tekst van Denis Glover voor bariton en piano (1953)
- Three Songs for Baritone and Viola (1958)
- Norah’s song to the skull voor mezzo-sopraansolo (1973)
- Drie liederen voor stem en piano (1947-1985)

Kamermuziek
- Phantasy for String Quartet  (1939)
- Sonate in Es gr.t. voor viool en piano (1943)
- Sonate in C gr.t. voor viool en piano (1943)
- Trio voor viool, altviool en cello (1945)
- Strijkkwartet in E gr.t. (1946)
- Allegro concertante voor viool en piano (1947)
- Sonatine voor klarinet en piano (1948)
- Sonate voor viool en piano (1950)
- Duo’s voor twee violen (1954)
- Suite voor altviool (1955)
- Kwintet voor fluit, hobo, klarinet, fagot en hoorn (1957)
- Kwartet voor twee trompetten, hoorn en trombone (1957)

Theatermuziek
- Hamlet (William Shakespeare) voor drie violen en buisklokken (1943)
- Othello (Shakespeare) voor viool en piano (1944)
- A Midsummer Night’s Dream (Shakespeare) voor fluit, cornet en twee hoorns (1945)
- King Henry V (Shakespeare) voor twee trompetten (1945)
- Macbeth (Shakespeare) voor cello, pauken, blokfluit, trompet en doedelzak (1946)
- The infernal machine (Jean Cocteau, ‘La Machine infernale’) (1947)
- The Trojan women (Euripides, Τρῳάδες, Trōiades) (1949)
- Cornet Rilke (Rainer Maria Rilke, ‘Die Weise von Liebe und Tod des Cornetts Christoph Rilke’) (1950)
- Dandy Dick (Pinero) voor piano (1953
- Ned Kelly (Douglas Stewart) (1953)
- St. Joan (George Bernard Shaw) voor hobo, drie trompetten, drie trombones en strijkers (1955)
- The Merchant of Venice (Shakespeare) voor hobo, oboe d’amore, twee trompetten, trombone, klavecimbel, drie violen en bekkens (1957)
- The Axe (Allen Curnow) ‘musique concrète’ voor bandrecorder (1961)
- Henry IV (Shakespeare) voor fijfer, tenorblokfluit, twee hobo’s, fagot, drie trompetten, taborfluit, slagwerk, klavecimbel, altviool en zangstemmen (1962)
- The Pitcher and the Well (J.D. Duncan), elektro-akoestische compositie (1964)
- The Return (Alistair Campbell), elektro-akoestische compositie (1965)
- The Suicide (Alistair Campbell), elektro-akoestische compositie (1966)
- The Spiral Tattoo (Adele Schafer), elektro-akoestische compositie (1966)
- The Golden Lover (Douglas Stewart), elektro-akoestische compositie (1967)
- He Mana Toa (James Ritchie), elektro-akoestische compositie (1967)
- Hot Spring (Adele Schafer), elektro-akoestische compositie (1968)
- He Tohu o Waharoa (James Ritchie), elektro-akoestische compositie (1968)
- ’’Welcome Stranger (voor het Royal New Zealand Ballet), elektro-akoestische compositie (1974)

Pianomuziek
- Zes pianosonates (1932, 1937, 1939, 1939, 1949, 1956)
- A musical offering of preludes, musical boxes and a Tempo di Bolero for six hands(1941)
- Vijf bagatellen (1942), alleen no. 4 werd gepubliceerd onder de titel ‘From the Port Hills’
- Drie preludes (1943)
- Chaconne (1946, revisie 1972 en 1990)
- Moths and Candles(1950)
- Twee sonatines (1946, 1962)
- Homage to J.S. Bach(1965)
- Nine short pieces (1965)
- Occasional pieces(1942-1973)
- Three Sea Changes(1945, 1950, 1972)

Elektro-akoestische werken
- Five Toronto Pieces(1963)
- Concerto Ostinato(1967)
- Lilburn vs Putney(1971)
- Three Inscapes(1972)
- Lines and Distances(1975)
- Sounds and Distances(1975)
- Triptych(1977)
- Of Time and Nostalgia(1977)
- Soundscape with Lake and River(1979)